# 格拉杜斯·墨卡托
格拉杜斯·墨卡托（拉丁語：Gerardus Mercator；1512年3月5日—1594年12月2日），佛兰德地图学家，生于佛兰德伯国吕珀尔蒙德（今比利時境內）。他是墨卡托投影法發明人，並根據新投影繪製了1569年世界地圖。

## 生平
墨卡托的父母系从于利希迁来吕珀尔蒙德，他出生於此並在鲁珀尔蒙德受教育，之后去了荷兰斯海尔托亨博斯，再后来进入鲁汶大学攻讀哲學、數學與天文學。1552年，他迁往克莱沃公国的杜伊斯堡市，創建製作地圖的麥卡托投影法，與亚伯拉罕·奥特柳斯、约多库斯·洪第乌斯成為佛蘭德學派的要角，以市場化方式推出最新世界地圖集，打破航海圖被國家列為機密的局面。他之后一直生活在杜伊斯堡直至去世。他迁往杜伊斯堡的动机尚不清楚，可能是由于宗教的原因。